# فاديم تيورين
فاديم تيورين هو مدرب كرة قدم ولاعب كرة قدم روسي في مركز الهجوم، ولد في 13 أبريل 1971 في ساراتوف في روسيا. لعب مع سيسكا موسكو ونادي سكا.